# 환절기 (영화)
"환절기"는 2018년에 개봉한 대한민국의 영화이다.

## 캐스팅
- 배종옥 : 미경 역
- 이원근 : 용준 역
- 지윤호 : 수현 역
- 서정연 : 희영 역
- 박원상 : 진규 역
- 박혜진 : 박씨 역
- 김자영 : 금선 역
- 백지원 : 숙정 역
- 김예은 : 지연 역
- 우지현 : 한성 역
- 권동호 : 경준 역
- 김수복 : 김 영감 역
- 배용근 : 수현담임 역
- 장세환 : 클럽남 역
- 이용준 : 클럽계단남 역
- 엄옥란 : 아줌마요보사 역
- 이성준 : 최 과장 역
- 송정현 : 어머니 역
- 유주원 : 어린이 역
- 조유정 : TV가수 역
- 지성은 : 외과의사 역
- 임근서 : 고시원총무 역
- 손현준 : 중년남자 역
- 김인권 : 이 주임 역
- 임미주 : 매장점원 역
- 미석 : 식당아저씨 역
- 함기훈 : 다른남자환자 역
- 김곤 : 낯선상주 역
- 이재훈 : 물리치료사역
- 이현준 : 고등학생 1 역
- 이지현 : 고등학생 2 역
- 정혜수 : 고등학생 3 역

## 수상
- 2016년 제21회 부산국제영화제 뉴 커런츠 부문
- 2016년 제21회 부산국제영화제 KNN관객상 이동은
- 2017년 제12회 런던한국영화제 Cinema Now 부문
- 2017년 Quezon City International Film Festival (QCinema) Asian Next Wave 경쟁 부문
- 2018년 제8회 Cambodia International Film Festival
- 2018년 OUTshine Film Festival (Miami, USA) 심사위원상 Jury Winner
- 2018년 제27회 Rainbow Reel Tokyo –Tokyo International Lesbian and Gay Film Festival

## 같이 보기
- 2018년 대한민국의 영화 목록